# Valgerd Svarstad Haugland
Valgerd Svarstad Haugland (ur. 23 sierpnia 1956 w Kvamie) – norweska polityk, w latach 1995–2004 przewodnicząca Chrześcijańskiej Partii Ludowej (Kristelig Folkeparti), deputowana i minister.

## Życiorys
W latach 1975–1979 kształciła się w wyższej szkole pedagogicznej (lærerhøyskole) w Alcie. Później studiowała nauki polityczne na Uniwersytecie w Oslo. Pracowała jako nauczycielka. Zaangażowała się w działalność polityczną w ramach Chrześcijańskiej Partii Ludowej, od 1989 do 1991 była sekretarzem generalnym partii. W latach 1985–1989 pełniła funkcję zastępczyni poselskiej. W 1993 wybrana po raz pierwszy do Stortingu, z powodzeniem ubiegała się o reelekcję w wyborach w 1997 i 2001. W 1991 została wiceprzewodniczącą, a od 1995 do 2004 była przewodniczącą swojego ugrupowania.
Wchodziła w skład norweskich rządów, którymi kierował Kjell Magne Bondevik. Od października 1997 do marca 2000 sprawowała urząd ministra do spraw dzieci i rodziny. Od października 2001 do października 2005 zajmowała stanowisko ministra kultury, od stycznia 2002 odpowiadała również za sprawy kościelne.
Od 2006 do 2011 zatrudniona w administracji kościelnej w Oslo. Od 2006 zasiadała również w zarządzie nadawcy publicznego NRK. W 2011 powołana an gubernatora okręgu Akershus. W 2019 została także gubernatorem okręgów Buskerud i Østfold, a w 2020 przeszła na tożsamą funkcję w nowo utworzonym regionie Viken. W 2024 po rozwiązaniu tego regionu powróciła na funkcję gubernatora trzech reaktywowanych okręgów (Akershus, Buskerud i Østfold).
Odznaczona Orderem Świętego Olafa III klasy (2004).